# Haemerosia
Haemerosia là một chi bướm đêm thuộc họ Noctuidae.

## Các loài
- Haemerosia renalis (Hübner, [1813])
- Haemerosia vassilininei A. Bang-Haas, 1912